# Mario Fabbri (magistrato)
Mario Fabbri (Macerata, 14 dicembre 1932 – Belluno, 6 maggio 2019) è stato un magistrato italiano.

## Biografia

### La famiglia
Era figlio di Polluce Fabbri, impiegato delle regie poste di Macerata, e della sua seconda moglie Teresa Guarnieri.

### La carriera
Conseguì il diploma di maturità classica al Leopardi nel 1951, e la matricola di giurisprudenza con una borsa di studio. Iniziò anche a collaborare con il Resto del Carlino, per il quale seguì il processo in assise contro i partigiani che a Lugo di Romagna avevano partecipato all'eccidio dei conti Manzoni.
Nel 1953 vinse il concorso nazionale per cancelliere, che esercitò nelle preture di Rovigo e di Nereto. Tre anni dopo si laureò in giurisprudenza all'università di Macerata, discutendo una tesi sul Concordato. Il 10 aprile 1959 vinse il concorso in magistratura. Nel 1960 fu uditore giudiziario al tribunale di Macerata, pretore a Rovigo e, il 10 aprile 1961, giudice al tribunale di Belluno.

### Il caso del Vajont
Dal 15 febbraio 1964 al 21 febbraio 1968, condusse l'istruttoria formale sul disastro del Vajont, che aveva causato quasi duemila morti. A partire dal 12 ottobre 1963, raccolse una cospicua documentazione con sequestro giudiziario, conservata nell'Archivio di Stato di Belluno. L'8 settembre 1964 pose la commissione parlamentare d'inchiesta in condizione di esaminare i documenti sequestrati.
Il 23 giugno 1966, decise di far ripetere una perizia idraulico-geologica, emettendo un'ordinanza che ingaggiava un nuovo collegio di esperti geologi in Francia e in Svizzera, e Floriano Calvino. Il 21 maggio 1967, con il pubblico ministero Arcangelo Mandarino e alcuni avvocati della difesa e della parte civile, raggiunse la scuola nazionale di geologia applicata dell'università di Nancy, dove il direttore Marcel Roubault, a capo della commissione di periti, condusse le nuove simulazioni su modellino della frana. Il 23 giugno 1967, un anno esatto dopo averla ordinata, ricevette la nuova perizia, che capovolgeva le conclusioni precedenti dell'11 novembre 1965.
Un mese prima della morte del padre, avvenuta il 29 marzo 1968, con la requisitoria elaborata da Mandarino, chiuse l'istruttoria sul Vajont durata quattro anni, depositando una sentenza di rinvio a giudizio a vario titolo di undici tra vertici della SADE, progettisti e tecnici, che portarono a due condanne definitive in Cassazione. Dopo la sentenza e il suicidio dell'imputato Mario Pancini, emise due mandati di cattura, mai eseguiti perché i loro destinatari, Alberico Biadene e Dino Tonini, non si fecero trovare in casa.

### Gli ultimi anni
A processo concluso, il presidente della Corte d'appello gli anticipò di volerlo proporre per un elogio solenne al Consiglio Superiore della Magistratura, ma l'encomio non giunse e il consiglio gli notificò invece 120 addebiti a suo carico, in seguito rivelatisi tutti infondati con il procedimento che si concluse con l'assoluzione sua e degli altri imputati.
Il 17 marzo 1987, il tribunale di Belluno, con collegio da lui presieduto, quantificò il prezzo dei morti del Vajont. Fece parte dell'Anpi, essendo anche di sinistra, vicino al Partito Comunista, e portatore della tragedia famigliare nella persecuzione nazifascista, con il padre internato in un campo di concentramento e il fratellastro maggiore Antonio fucilato dai tedeschi. Andò in pensione il 29 ottobre 2002, dopo essere stato giudice di tribunale, procuratore capo dal 1998 e presidente della commissione tributaria regionale veneta.
Dopo una breve malattia, morì all'ospedale San Martino di Belluno il 6 maggio 2019 ed è sepolto nel cimitero urbano di Prade.

## Vita privata
Nel 1959 sposò Maria Luisa Paolini ed ebbe tre figli: Antonio, Antonella e Andrea.

## Onorificenze
- Dal 9 ottobre 1998, trentacinquesimo anniversario della catastrofe, fu cittadino onorario di Longarone.[4][8]
- Il 20 maggio 2011, quando tornò a Macerata, gli fu attribuito Il Glomere, prima edizione, per la tenacia, l'impegno civile e il rigore professionale con cui aveva svolto il suo lavoro di magistrato, e soprattutto per aver condotto, praticamente in solitudine e misurandosi con uno dei più influenti potentati economici italiani, l'istruttoria del Vajont.[4][5][6][7][8]
- Il 27 luglio 2013, a Longarone, gli venne consegnato il premio speciale Pelmo d'Oro della giunta provinciale nel ricordo del Vajont.[8][31]

## Nei media

### Televisione
- La tragedia del Vajont, documentario di AZ, un fatto come e perché del 1971, intervistato.[32]
- Vajont - Una tragedia annunciata, documentario de La storia siamo noi del 1996, intervistato.
- Vajont, una tragedia italiana, documentario del 2015, interpretato da Alvaro Gradella e intervistato.[33]